# Dom Soulkou
Dom Soulkou est un village de la région de l'Extrême-Nord (Cameroun), département du Mayo-Danay et arrondissement de Gobo, à proximité de la frontière avec le Tchad. Ce village fait partie du canton de Mousseye, l'un des deux canton de l'arrondissement de Gobo.